# Dubočke
Dubočke (en serbe cyrillique: Дубочке) est un village de l'ouest du Monténégro, dans la municipalité de Nikšić.

## Démographie

### Évolution historique de la population[1]
| 1948 | 1953 | 1961 | 1971 | 1981 | 1991 | 2003 |
| ---- | ---- | ---- | ---- | ---- | ---- | ---- |
| 491  | 548  | 672  | 603  | 441  | 289  | 271  |